# رودي ميلر
رودي ميلر (بالإنجليزية: Rudy Miller)‏ هو لاعب كرة قاعدة أمريكي، ولد في 12 يوليو 1900، وتوفي في 22 يناير 1994.

## وصلات خارجية
- رودي ميلر على موقع دوري كرة القاعدة الرئيسي (الإنجليزية)
- رودي ميلر على موقعبيزبول رفرنس.كوم (الدوري الرئيسي) (الإنجليزية)
- رودي ميلر على موقعبيزبول رفرنس.كوم (الدوري الثانوي) (الإنجليزية)